# Tour de France 2012/19. Etappe
Die 19. Etappe der Tour de France 2012 fand am 21. Juli 2012 statt. Sie wurde als Einzelzeitfahren ausgetragen und war 53,5 km lang. Der Start befand sich in Bonneval, das Ziel in Chartres.

## Teilnehmende Teams
- BMC Racing Team (BMC)
- RadioShack-Nissan (RNT)
- Team Europcar (EUC)
- Euskaltel-Euskadi (EUS)
- Lampre-ISD (LAM)
- Liquigas-Cannondale (LIQ)
- Garmin-Sharp (GRS)
- AG2R La Mondiale (ALM)
- Cofidis, le Crédit en Ligne (COF)
- Saur-Sojasun (SAU)
- Sky ProCycling (SKY)
- Lotto Belisol Team (LTS)
- Vacansoleil-DCM (VCD)
- Katusha Team (KAT)
- FDJ-Big Mat (FDJ)
- Rabobank Cycling Team (TLJ)
- Movistar (MOV)
- Team Saxo Bank-Tinkoff Bank (STB)
- Astana Pro Team (AST)
- Omega Pharma-Quick Step (OPQ)
- Orica GreenEdge (OGE)
- Team Argos-Shimano (TGA)

## Strecke
Die Strecke führte in nordwestlicher und nordöstlicher Richtung durch das Eure-et-Loir. Das Profil war fast völlig flach und wies keine topographischen Schwierigkeiten auf. Die Zwischenzeiten wurden in Mézières-au-Perche und Bailleau-le-Pin gemessen.

## Rennverlauf
Das Rennen eröffnete kurz nach Mittag der Franzose Jimmy Engoulvent, der im Gesamtklassement mit einem Rückstand von 3:49:09 h den 153. und letzten Platz belegte. Die erste ernstzunehmende Zeit stellte der Deutsche Patrick Gretsch auf, der mit einer Zeit von 1:06:41 h ins Ziel kam. Diese Bestzeit hatte fast drei Stunden Bestand, bis zur Fahrt des Spaniers Luis León Sánchez, der 38 Sekunden weniger lang unterwegs war. Der Slowake Peter Velits lag bei der ersten Zwischenzeit nur eine Sekunde hinter Sánchez und verlor bis ins Ziel weitere elf Sekunden. Etwas später schob sich noch der Australier Richie Porte zwischen Velits und Gretsch.
Keine Chance auf den Sieg hatte der Vorjahres-Toursieger Cadel Evans, der bei beiden Zwischenzeiten weit hinter den Besten zurücklag und schließlich nur den 52. Rang belegte. Der Amerikaner Tejay van Garderen lag bei der ersten Zwischenzeit drei Sekunden vor dem noch immer führenden Sánchez, verlor aber auf der restlichen Strecke über eine halbe Minute (obwohl er den drei Minuten vor ihm gestarteten Evans überholt hatte). Als Zweitletzter nahm der Brite Chris Froome das Rennen in Angriff. Er lag bei der zweiten Zwischenzeit nur vier Sekunden vor Sánchez, konnte den Spanier aber auf dem letzten Abschnitt noch um über eine halbe Minute distanzieren. Wie schon beim ersten Zeitfahren der Tour 2012 in Besançon startete Bradley Wiggins als Letzter und unterbot Froomes Zeiten nochmals deutlich. Im Ziel wies er schließlich einen Vorsprung von 76 Sekunden auf.

## Zwischenzeiten
| Mézières-au-Perche Zwischenzeit 1 nach 14 km auf 150 m |                        |                          |            |
| 1.                                                     | Vereinigtes Konigreich | Bradley Wiggins (SKY)    | 16:49 min  |
| 2.                                                     | Vereinigtes Konigreich | Chris Froome (SKY)       | + 0:12 min |
| 3.                                                     | Vereinigte Staaten     | Tejay van Garderen (BMC) | + 0:35 min |
| 4.                                                     | Spanien                | Luis León Sánchez (RAB)  | + 0:38 min |
| 5.                                                     | Slowakei               | Peter Velits (OPQ)       | + 0:39 min |
| 6.                                                     | Deutschland            | Patrick Gretsch (ARG)    | + 0:41 min |
| 7.                                                     | Italien                | Vincenzo Nibali (LIQ)    | + 0:41 min |
| 8.                                                     | Deutschland            | Andreas Klöden (RNT)     | + 0:51 min |
| 9.                                                     | Vereinigte Staaten     | David Zabriskie (GRM)    | + 0:53 min |
| 10.                                                    | Belarus                | Wassil Kiryjenka (MOV)   | + 0:55 min |

| Bailleau-le-Pin Zwischenzeit 2 nach 30,5 km auf 171 m |                        |                          |            |
| 1.                                                    | Vereinigtes Konigreich | Bradley Wiggins (SKY)    | 36:41 min  |
| 2.                                                    | Vereinigtes Konigreich | Chris Froome (SKY)       | + 0:54 min |
| 3.                                                    | Spanien                | Luis León Sánchez (RAB)  | + 0:58 min |
| 4.                                                    | Deutschland            | Patrick Gretsch (ARG)    | + 1:14 min |
| 5.                                                    | Slowakei               | Peter Velits (OPQ)       | + 1:16 min |
| 6.                                                    | Vereinigte Staaten     | Tejay van Garderen (BMC) | + 1:22 min |
| 7.                                                    | Belarus                | Wassil Kiryjenka (MOV)   | + 1:29 min |
| 8.                                                    | Australien             | Richie Porte (SKY)       | + 1:41 min |
| 9.                                                    | Frankreich             | Matthieu Sprick (ARG)    | + 1:47 min |
| 10.                                                   | Estland                | Rein Taaramäe (COF)      | + 1:49 min |